# Paul Levy (Eisenbahningenieur)
Paul Joseph Levy (geboren 17. November 1876 in Stettin, gestorben 27. Februar 1943 im KZ Auschwitz) war ein deutscher Maschinenbauingenieur und Eisenbahner. Nach dem Ingenieursstudium trat er in den Dienst der Preußischen Staatseisenbahnen. Von 1905 bis kurz vor dem Ersten Weltkrieg übernahm er Aufgaben bei der Hedschasbahn und in Deutsch-Ostafrika. Nach dem Weltkrieg trat er in den Dienst der Deutschen Reichsbahn. Ab 1933 wurde er als Jude diskriminiert und schließlich 1935 entlassen. 1943 wurde Levy nach Auschwitz deportiert und dort ermordet.

## Leben
Levy wurde 1876 in Stettin als zweiter Sohn des Getreidehändlers Julius Levy (1846–1920) und seiner Frau Therese, geborene Rieß (1850–1901) geboren. Der Großvater Ascher Levy stammte aus Bad Polzin, wo er ein Sägewerk und eine Holzgroßhandlung besaß. Paul Levys um ein Jahr älterer Bruder war der Kunstmaler Rudolf Levy. Paul und Rudolf Levy waren noch Kleinkinder, als die Familie nach Danzig in die dortige Langgasse umzog. Dort kam 1879 die Schwester Käthe zur Welt. Die assimilierten Eltern erzogen die Kinder im jüdischen Glauben.

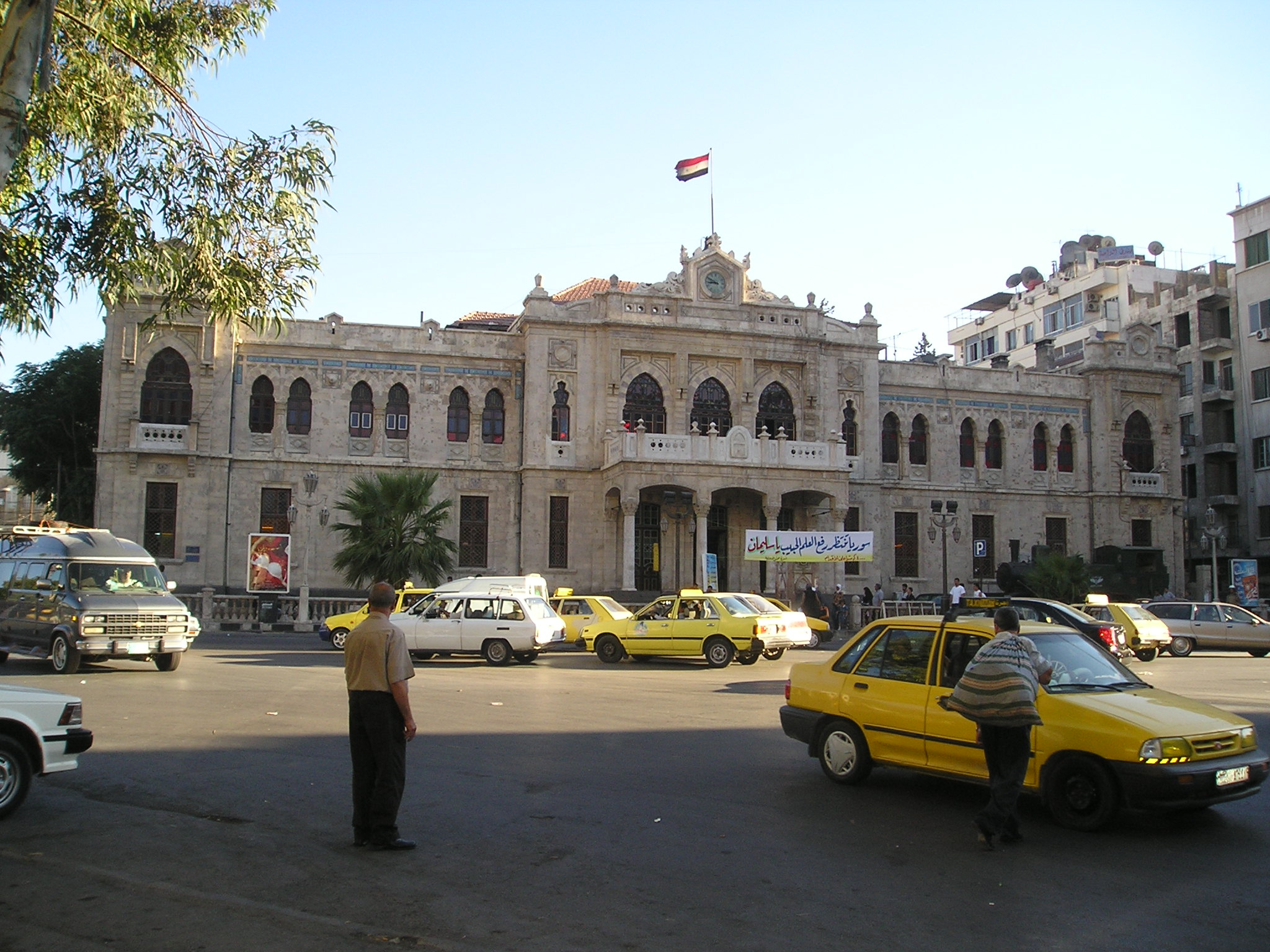
Bahnhof der Hedschasbahn in Damaskus

Nach dem Abitur studierte Levy Eisenbahn-Maschinenbau, die Hauptprüfung bestand er 1899. Es ist nicht mehr genau bekannt, wo er studierte, wahrscheinlich an der Technischen Hochschule Charlottenburg, die damals als eine der besten Ausbildungsstätten für Maschinenbauingenieure weltweit galt. Nach dem Studium trat er als Regierungsbauführer zur Ausbildung in den Dienst der Preußischen Staatseisenbahnen ein. Diese Referendarszeit schloss er 1903 mit der Baumeisterprüfung ab. 1905 ließ sich Levy von der preußischen Eisenbahnverwaltung beurlauben und trat in den Dienst der Hedschasbahn unter ihrem deutschen Chefingenieur Meißner Pascha. In der Bau- und Betriebsleitung war Levy für die Konstruktion, Beschaffung und Reparatur des Rollmaterials sowie der dafür erforderlichen Bahnbetriebswerke und die Errichtung der Werkstätte in Damaskus zuständig. 1906 war Levy in Darʿā stationiert, einem Betriebsmittelpunkt der Bahn, wo die wichtige Zweigstrecke zum Mittelmeerhafen Haifa abzweigte. In diesem Jahr heiratete er in Bad Polzin seine Cousine Ida Levy. Die Heirat war traditionell von den beiden Vätern als Schidduch arrangiert worden. Das Ehepaar lebte nach der Heirat zunächst in Konstantinopel, anschließend in Damaskus und zuletzt in Beirut.
Der Vertrag mit der Hedschasbahn endete 1909. Für etwa ein Jahr ging Levy anschließend nach Deutsch-Ostafrika, das heutige Tansania, wo er wahrscheinlich bei der dortigen Ostafrikanischen Eisenbahngesellschaft (OAEG) beschäftigt war, die dort die Tanganjikabahn errichtete. 1910 kehrte das Ehepaar Levy nach Deutschland zurück. Als „Hilfsarbeiter“ war er ab Oktober 1910 beim Maschinenamt in Saarbrücken tätig. In dieser Zeit publizierte er seine Erfahrungen im Betrieb der Hedschasbahn in einem größeren Fachartikel im Organ für die Fortschritte des Eisenbahnwesens, der offiziellen Fachzeitschrift des Vereins Deutscher Eisenbahnverwaltungen. 1912 übernahm er die Leitung des Ausbesserungswerks in Köln-Nippes. In diesem Jahr wurde er Vater, am 12. September brachte seine Frau die Tochter Susanne zur Welt. Während des Ersten Weltkriegs blieb Levy weiterhin in Köln stationiert, wurde aber zeitweise im Fronteisenbahndienst an der Ostfront eingesetzt. Er wurde bei einem Einsatz am Bein verletzt und erhielt das Eiserne Kreuz, unbekannt ist, welcher Klasse. Das Ehepaar Levy hatte sich zunehmend entfremdet und trennte sich 1917. Ida Levy ging mit ihrer Tochter zu ihrer Familie nach Bad Polzin. Geschieden wurde die Ehe allerdings erst 1923, nach dem Tod ihrer Eltern.
Mit der Gründung der Deutschen Reichsbahn wechselte Levy 1920 in deren Dienst, ab Oktober 1920 im Rang eines Oberregierungs- und Baurats. Nach Gründung der Deutschen Reichsbahn-Gesellschaft wechselte die Amtsbezeichnung zu Reichsbahnoberrat. 1925 wechselte er zur Reichsbahndirektion Altona, wo er als Dezernent unter Ernst Spiro für den Werkstättenbetrieb zuständig war und unter anderem mit der Rationalisierung des Werkstättenbetriebs sowie der Einführung von Fließfertigung befasst war. In dieser Zeit heiratete Levy erneut, seine zweite Frau Charlotte, geborene Lewy, stammte aus Berlin. Das Ehepaar war Mitglied der Hochdeutschen Israelitengemeinde zu Altona. 1929 wechselte Ernst Spiro als Direktor an das Reichsbahn-Zentralamt für Einkauf nach Berlin und Levy folgte ihm auf die Stelle des Abteilungsleiters für die gesamte Werkstättenabteilung, zunächst vorläufig, ab Dezember 1930 formell. Zuvor hatte ihn Reichsbahn-Generaldirektor Julius Dorpmüller am 1. Oktober 1930 zum Direktor bei der Reichsbahn befördert.
Nach der Machtergreifung der Nationalsozialisten suchte Generaldirektor Dorpmüller zügig den Schulterschluss mit den neuen Machthabern. Das im April erlassene Berufsbeamtengesetz wurde bei der privatrechtlich organisierten Reichsbahn ebenfalls eingeführt. Levy behielt als Weltkriegsteilnehmer dank des Frontkämpferprivilegs zunächst seine Stellung als Beamter. Er wurde allerdings im November 1933 zur Reichsbahndirektion Elberfeld versetzt, unter Herabstufung zum Dezernenten. Seinem Cousin in Bad Polzin, dessen Sägewerk unter dem Verlust von Aufträgen der Stettiner Reichsbahndirektion sowie weiteren Schikanen litt, konnte er trotz dessen Bitten nicht mehr helfen. Noch im Frühjahr 1935 war Levy unter den insgesamt 19 maschinenbautechnischen Direktoren der Reichsbahn im Verzeichnis der oberen Reichsbahnbeamten aufgeführt. Nach Erlass der Nürnberger Gesetze wurde er jedoch zusammen mit den übrigen verbliebenen „Nichtariern“ zum Jahresende 1935 entlassen. Das Ehepaar zog nach der Entlassung nach Berlin, wo bereits Familienangehörige wohnten. Das ihm zustehende Ruhegehalt wurde in den Folgejahren mehrfach gekürzt.
Ab 1938 bemühte sich das Ehepaar um die Emigration, nachdem während der Novemberpogrome 1938 Paul Levys Cousin Leo Levy in Bad Polzin von SA-Männern erschossen worden war. Seine Tochter Susanne emigrierte 1939, da die Nürnberger Gesetze die beabsichtigte Heirat mit ihrem „deutschblütigen“ Ehemann nicht zuließen. Nach der Heirat in London zogen beide nach Chile. Paul Levy und seine Frau bemühten sich in den Folgejahren mehrfach, allerdings erfolglos um ein Visum für Chile und andere südamerikanische Länder, zuletzt im Oktober 1941. Nachdem der Reichsführer SS Heinrich Himmler im Oktober 1941 die Auswanderung von Juden untersagt hatte, waren die entsprechenden Anstrengungen zwecklos geworden. 1942 verlor das Ehepaar die eigene Wohnung im Stadtteil Berlin-Zehlendorf und musste als Untermieter in eine „Judenwohnung“ in Berlin-Wilmersdorf ziehen. Im Februar 1943 bekam das Ehepaar den Befehl zum Umzug in das Sammellager Große Hamburger Straße. Von dort wurden sie am 26. Februar 1943 zum Güterbahnhof Moabit geführt und mit einem Transportzug der Reichsbahn nach Auschwitz gebracht. Der Zug erreichte das Vernichtungslager Auschwitz am nächsten Tag, wo Paul und Charlotte Levy am gleichen Tag in der Selektion als „nicht arbeitsverwendungsfähig“ eingestuft und direkt danach in den Gaskammern ermordet wurden. Während Paul Levys Schwester Käthe mit ihrer Familie 1937 nach Palästina und seine erste Frau Ida 1938 in die Schweiz emigrieren konnten, starb sein Bruder Rudolf 1944 ebenfalls in Auschwitz.

## Gedenken

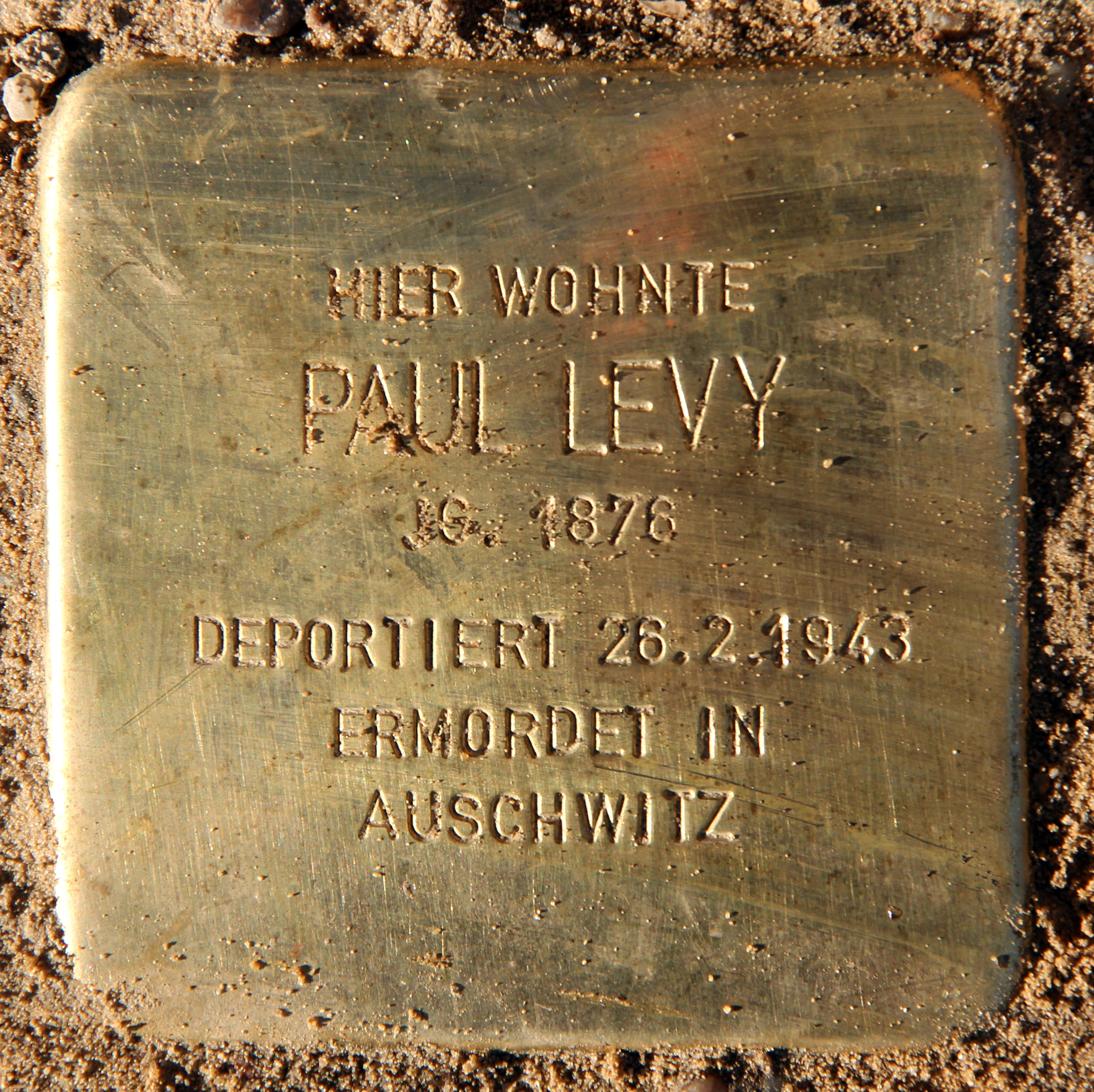
Stolperstein für Paul Levy

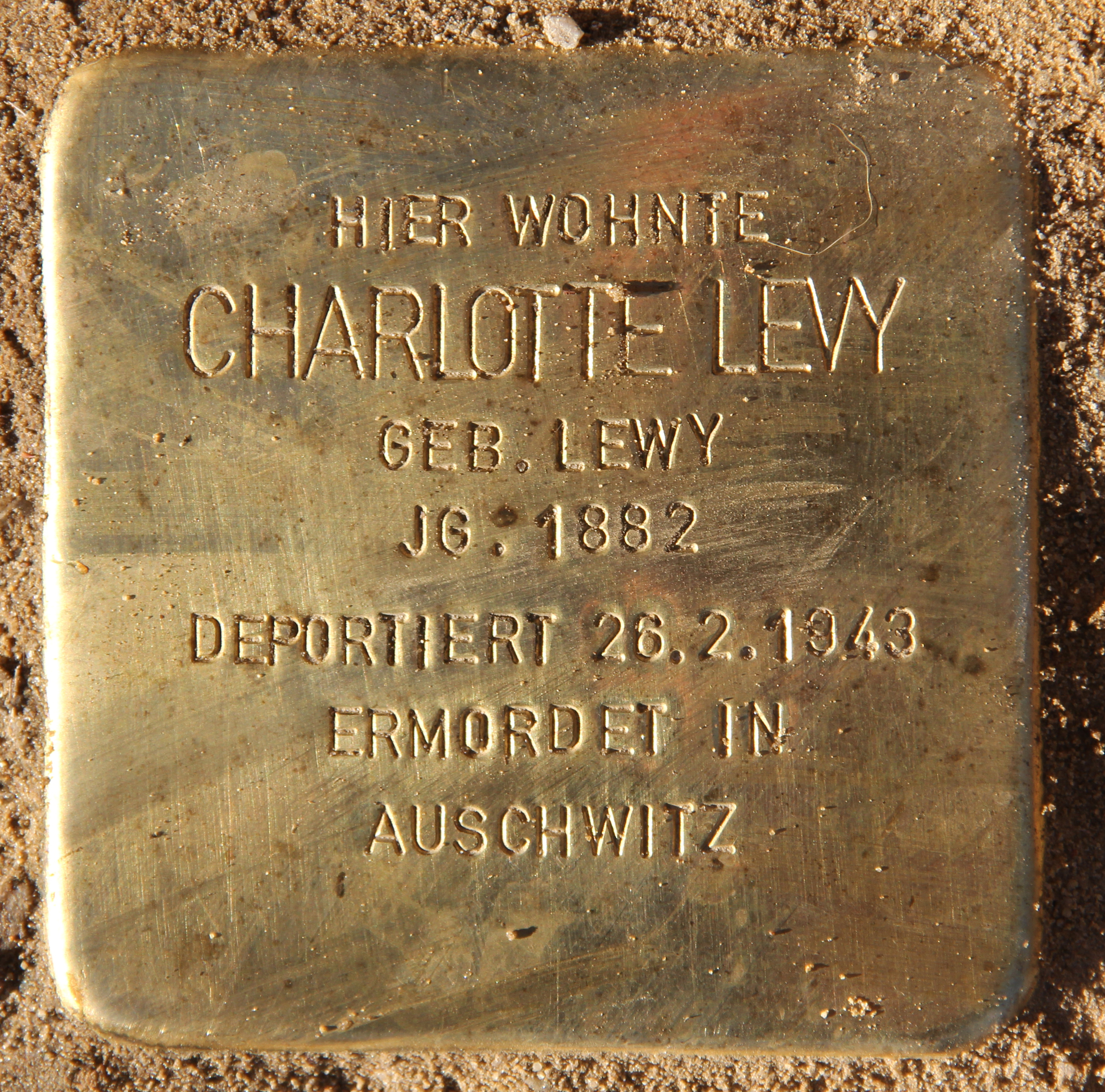
Stolperstein für Charlotte Levy

In seinem 1999 in deutscher Sprache erschienenen Buch Ascher Levys Sehnsucht nach Deutschland erinnerte Roman Frister an das Schicksal von Paul Levy und seiner Familie. Seit Oktober 2012 erinnern zwei Stolpersteine in Berlin-Zehlendorf vor ihrer letzten freiwillig gewählten Wohnung an Paul Levy und seine zweite Frau. Im Deutschen Technikmuseum Berlin stellte im Jahr 2013 eine Sonderausstellung zu deutsch-jüdischen Ingenieuren, Erfindern und Fotografen unter anderem Paul Levy und sein Leben vor.

## Veröffentlichungen
- Betriebsmittel der Hedjazbahn. In: Organ für die Fortschritte des Eisenbahnwesens 48 (1911), S. 82–86 und S. 99–101.
- Fließarbeit und fließende Fertigung in Eisenbahn-Ausbesserungswerken. In: Verkehrstechnik 8/1927, S. 55.